# José Francisco de Alós y de Rius
José Francisco Alós y Rius, en catalán: Josep Francesc d'Alòs i de Rius (Barcelona, 1689-Madrid, 18 de septiembre de 1757), primer marqués de Puerto Nuevo, con el vizcondado previo de Bellver. Fue un magistrado partidario del rey Felipe V, hijo de José de Alós y de Ferrer y hermano de Antonio de Alós y de Rius, primer marqués de Alós.
Cuando terminó la guerra de sucesión, en 1714 fue nombrado relator de la superintendencia de José Patiño. En 1718 era alcalde mayor del Corregimiento de Barcelona; en 1720 corregidor perpetuo, y llegó a presidir la Audiencia de Barcelona. En 1752 entró en la Academia de Buenas Letras de Barcelona, dándole un nuevo impulso.